# Sady (Kielce)

Dzielnice i osiedla Kielc, Sady mają na mapie nr 25

Sady (dawniej częściowo Pocieszka, częściowo Szydłówek) – osiedle Kielc w północnej części miasta, w pobliżu Politechniki Świętokrzyskiej.
Obszar osiedla ograniczają w przybliżeniu: od północy - ul. Jesionowa, od wschodu - ul. Warszawska, od południa - ulica Pocieszka, od zachodu - dolina Silnicy. Przed ukończeniem osiedla mieszkaniowego, na początku lat 70. XX wieku teren położony na północ od ul. Wojewódzkiej (wraz z tą ulicą) zaliczano do Szydłówka, a obszar na południe od Wojewódzkiej aż do ul. Pocieszki (wraz z tą ulicą) zaliczano do Pocieszki.
Budowa osiedla mieszkaniowego Sady rozpoczęła się w 1964 roku; znajduje się tu 12 budynków wielorodzinnych administrowanych przez wspólnoty mieszkaniowe (głównie przy ulicach Marszałkowskiej i Wojewódzkiej). Jednak zdecydowana większość bloków mieszkalnych osiedla (16) została wybudowana w latach 1971–1973 i jest administrowana przez Kielecką Spółdzielnię Mieszkaniową; kolejne dwa bloki spółdzielni ukończono w latach 2009–2010. Są tu również 2 bloki deweloperskie, oddane do użytku w latach 2008–2010. Część Sadów zarządzana przez spółdzielnię KSM liczy ok. 4200 mieszkańców i zajmuje ponad 0,16 km², a cały omawiany obszar – ok. 0,35 km².

## Ważniejsze obiekty
- Państwowa Szkoła Muzyczna (ul. Wojewódzka)
- Urząd Pocztowy nr 21 (ul. Pocieszka)[12]

## Komunikacja
Dojazd do ul. Warszawskiej autobusami linii nr 13, 24, 35, 36, 46, 102, 103, F, N1, N2; do ulicy Jesionowej – 4, 5, 7, 36, 50, 51, 114; do ul. Marszałkowskiej i ul. Pocieszka – 50, 51.
W pobliżu osiedla przebiega droga krajowa nr 74 (ul. Jesionowa).